# Беньямін ван Лер
Беньямін ван Лер (нід. Benjamin van Leer, нар. 9 квітня 1992, Гаутен) — нідерландський футболіст, воротар клубу «Спарта» (Роттердам).

## Ігрова кар'єра
Народився 9 квітня 1992 року в місті Гаутен. Розпочинав займатись футболом у невеликих місцевих командах «Гаутен» та «Елінквейк», а 2007 року потрапив до академії ПСВ, де пройшов усі вікові команди.
На сезон 2012/13 молодий воротар був відданий в оренду в «Ейндговен», втім був дублером Браїма Заарі і на професійному рівні так і не дебютував. Після закінчення оренди повернувся в ПСВ, де став лише четвертим воротарем після Пшемислава Титоня, Єруна Зута та Найджела Бертрамса. Перші двоє поперемінно грали за основну команду, а Бертрамс і ван Лер боролись за основу дублюючої команди, «Йонг ПСВ», в якій Беньямін зіграв 14 матчів у другому за рівнем дивізіоні країни, втім за першу команду так і не провів жодної гри.
Влітку 2014 року на правах вільного агента уклав контракт з «Родою», де став дублером бельгійця Брама Вербіста. Втім з сезонеу 2015/16 став основним голкіпером команди, зігравши за два роки понад 70 матчів у всіх турнірах.
30 червня 2017 року за 700 тис. євро перейшов у «Аякс», втім у новій команді знову змушений був обходитись роллю дублера Андре Онана.

## Статистика виступів

### Статистика клубних виступів
| Сезон             | Команда           | Чемпіонат         | Чемпіонат | Чемпіонат | Національний кубок | Національний кубок | Національний кубок | Континентальні кубки | Континентальні кубки | Континентальні кубки | Інші змагання | Інші змагання | Інші змагання | Усього | Усього |
| Сезон             | Команда           | Ліга              | Ігор      | Голів     | Ліга               | Ігор               | Голів              | Ліга                 | Ігор                 | Голів                | Ліга          | Ігор          | Голів         | Ігор   | Голів  |
| ----------------- | ----------------- | ----------------- | --------- | --------- | ------------------ | ------------------ | ------------------ | -------------------- | -------------------- | -------------------- | ------------- | ------------- | ------------- | ------ | ------ |
| 2012–13           | «Ейндговен»       | ЕЕД (ІІ)          | 0         | 0         | КН                 | 0                  | 0                  |                      | -                    | -                    |               | -             | -             | 0      | 0      |
| 2013–14           | «Йонг ПСВ»        | ЕЕД (ІІ)          | 14        | -15       | КН                 | 0                  | 0                  |                      | -                    | -                    |               | -             | -             | 14     | -15    |
| 2014–15           | «Рода»            | ЕЕД (ІІ)          | 2         | -2        | КН+NAC             | 4+3                | -9;-3              |                      | -                    | -                    |               | -             | -             | 9      | -14    |
| 2015–16           | «Рода»            | E                 | 34        | -55       | КН+NAC             | 4+4                | -3;-1              |                      | -                    | -                    |               | -             | -             | 42     | -59    |
| 2016–17           | «Рода»            | E                 | 34        | -51       | КН                 | 0                  | 0                  |                      | -                    | -                    |               | -             | -             | 34     | -51    |
| Усього за «Роду»  | Усього за «Роду»  | Усього за «Роду»  | 70        | -108      |                    | 15                 | -16                |                      | -                    | -                    |               | -             | -             | 85     | -124   |
| Усього за кар'єру | Усього за кар'єру | Усього за кар'єру | 84        | -123      |                    | 15                 | -16                |                      | -                    | -                    |               | -             | -             | 99     | -139   |